# Jerzy Radziwiłł (1578–1613)
Jerzy Mikołaj Radziwiłł herbu Trąby (ur. 14 grudnia 1578, zm. 13 lutego 1613 w Żyżmorach) – polsko-litewski możnowładca, tytularny książę; prawnik; urzędnik centralny: 1599–1600 marszałek Trybunału Głównego Wielkiego Księstwa Litewskiego, i ziemski: 1600–1613 kasztelan trocki.

## Życiorys
Urodził się jako drugie dziecko i jedyny syn Mikołaja Radziwiłła (1546–1589), a zarazem pierwsze dziecko drugiej żony ojca, Zofii Heleny Hlebowicz. Odebrał staranne wykształcenie uniwersyteckie, studiując w protestanckich uczelniach w Lipsku, Strasburgu i Bazylei, gdzie uzyskał tytuł doktora prawa. Podróżował do Genewy, aby spotkać się z Teodorem Bezą.
W 1589 powrócił do kraju, rozpoczynając działalność polityczną. Była ona jednak uzależniona od kierunków wyznaczanych przez jego stryjecznego brata, Krzysztofa Mikołaja zw. Piorunem. W 1599 został mianowany marszałkiem Trybunału Głównego Wielkiego Księstwa Litewskiego. W 1600 został posłem na sejm zwyczajny. Tego samego roku król Zygmunt III mianował go kasztelanem trockim. Pozostawał w opozycji wobec polityki Wazów, popierając rokosz Zebrzydowskiego (jako nieliczny z senatorów). Pomimo ukorzenia się przed Zygmuntem i skierowania prośby o wybaczenie, został odsunięty od obrad izby senackiej.
W 1599 został wybrany prowizorem przez konfederację wileńską. Jako ewangelik dbał o uposażenie parafii w Serejach i Lipicznie, ufundował też zbór w Świętym Jeziorze. Doceniając zaangażowanie w patronowanie kalwinizmowi Krzysztof Kraiński dedykował mu Postyllę Kościoła powszechnego apostolskiego (Łaszczów 1611).
Jerzy Radziwiłł ożenił się z Zofią (†1618), córką Jana Zborowskiego, kasztelana gnieźnieńskiego. Małżeństwo miało kilkoro dzieci, które zmarły w niemowlęctwie.
Przewlekle chory Jerzy Radziwiłł zmarł młodo. Został pochowany w kościele kalwińskim w Dokudowie. Zgodnie z ostatnią wolą Jerzego, wdowa po nim wyszła za mąż za Abrahama Sieniutę.
| 4. Mikołaj Radziwiłł Rudy |  |                           |  |  |                            |
|                           |  | 2. Mikołaj Radziwiłł      |  |  |                            |
| 5. Katarzyna Tomicka      |  |                           |  |  |                            |
|                           |  |                           |  |  | 1. Jerzy Mikołaj Radziwiłł |
| 6. N. Hlebowicz           |  |                           |  |  |                            |
|                           |  | 3. Zofia Helena Hlebowicz |  |  |                            |
| 7. N. N.                  |  |                           |  |  |                            |
|                           |  |                           |  |  |                            |